# Jilatang
Jilatang is een bestuurslaag in het regentschap Aceh Selatan van de provincie Atjeh, Indonesië. Jilatang telt 754 inwoners (volkstelling 2010).